# Poul Laxmand
Poul Pedersen Laxmand, till Valden, Höks härad, Halland, och Ågerup vid Lund, död 1502, var en dansk adelsman, son till Peder Poulsen Laxmand, till Valden († eft. 1466) och Margrethe Thorkildsdatter Brahe. Uppfostrades av Eggert Frille, kammarmästare och befälhavare på Köpenhamns slott, vars arvingar fick sitt kvitto för förmyndarskapet 1470. Poul Pedersen Laxmand hade en framträdande position inom högadelsgruppen som ansåg deras huvudsakliga uppgift var att styra kungariket. På sin mors sida, var han barnbarn av drotsen Erik Krummedige, hans farfars bror Hans Laxmand hade varit ärkebiskop i Lund. Hans ena faster, Margrethe Poulsdatter Laxmand, till Knabstrup, var gift med Iver Axelsson (Tott), till Lillö, och hans andra faster, Anne Pedersdatter Laxmand, var gift med Anders Eriksen Gyldenstierne.  
Laxmand blev 1483 riksråd och 1490 rikshovmästare: han var en av landets rikaste adelsmän och tyckes ha varit hänsynslös i sin iver att samla gods. Han köpte ut sina två mostrar Else och Anne ur godset Valden, köpte Asserbo av herr Oluf Oxe, en handel som orsakade bittra stridigheter 1492. Han nämns som hövitsman på Sölvesborg slott 1480 som han hade i pant, hövitsman på Krogen 1482 (båda län behöll han till sin död), äntligen rikshovmästare 1490. Bytte 1496 Hallev huvudgård, Slagelse härad, till Antvorskov kloster mot gods i Skåne, och senare lade till olika gods pa Fyn, nämligen Nielstrup nära Svendborg och andelar i Arreskov och Sandholt i Salling härad, som han "med stort bedrageri" köpt av Johan Hvitkop. Under dessa huvudgårdar lät ca. 900 gårdar. Dessutom ägde han gårdar i nio byar. Han grälade bittert och länge med flera skånska adelsmän, och underhöll långvarig fejd med Lunds ärkebiskop Birger Gunnersen.   
Laxmand följde som flottans ledare 1502 med unionskungen Hans på det misslyckade tåget till Stockholm och återvände i juni. Den 22 juni samma år blev han, då han gick från slottet i Köpenhamn, på ljusa dagen överfallen och dödad av två adelsmän samt därefter kastad i den omkring slottet löpande kanalen. Hans lik jordades med stor prakt, men den 29 juli anklagade kungen honom inför riksrådet för förrädiska förbindelser med de svenske stormännen, och den 8 november dömdes han skyldig, utan att någon vågade uppträda till hans försvar. Hans gods indrogs, och mördarna blev ostraffade. Efter freden 1512 förklarade de svenska riksråden, att de inte haft någon förbindelse med Laxmand, men först 1526 fick hans barn ersättning för sitt mödernearv. Dottern Elsebe Laxmand var vid faderns död trolovad med den svenske adelsmannen Abraham Gyllenstierna, som förblev henne trogen i olyckan. 
Peder Laxmand var gift första gången med Inger Holgersdatter Munk (Lange) (född efter 1458, † efter sept. 1493, ålder ~ 34 år), och andra gangen med Kirsten Eriksdatter Banner, († efter 1509). Han fick barn endast i sitt första äktenskap:  
- Poul Laxmand, till Valden, († efter 1546 ~ 61 år), gift med Beate Eriksdatter Pors, till Stenholt († efter 1547), 2 söner
- Else Poulsdatter Laxmand († 31 dec. 1546 ~ 54 år), gift med Abraham Eriksson Gyllenstierna, till Demstrup († före feb. 1514, ~ 67 år), 2 döttrar och 2 söner
- Beate Poulsdatter Laxmand († efter 1487), var förlovad med Mourids Skave, men dog före bröllopet